# 金関恕
金関 恕（かなせき ひろし、1927年11月19日 - 2018年3月13日）は、日本の考古学者。天理大学名誉教授。

## 経歴
出生から修学期
1927年、京都市で生まれた。1936年、医学博士で考古学の研究にも大きな業績を残した父親金関丈夫の台北帝国大学教授就任に伴い、一家で台北に転居。石器採集をはじめ、父親の考古学発掘調査を手伝ううちに、その面白さに魅了された。
1945年、終戦に伴い日本に帰国。旧制松江高等学校を経て、1949年に京都大学文学部に入学。考古学専攻で梅原末治、小林行雄に師事した。1953年に卒業し、同大学大学院に進んだ。大学院進学と共に、先輩であった坪井清足の勧めで奈良国立文化財研究所臨時筆生となり、奈良県飛鳥寺、大阪市四天王寺の発掘調査に従事。また、1949年、父・金関丈夫が九州大学医学部に赴任したことから開始した山口県土井ヶ浜遺跡、梶栗浜遺跡など弥生時代の遺跡の発掘調査にも参加。
考古学者として
1959年、師の梅原末治が勤務する天理大学に移った。後に大学文学部教授。大学では同大学が1961年から実施した奈良県東大寺山古墳の発掘調査に携わった。また、日本オリエント学会主催のイスラエル、テル・ゼロール遺跡の発掘調査に参加。その後「聖書考古学発掘調査団」を組織してエン・ゲヴ遺跡の発掘調査を実施。1992年の大学改革に際して歴史文化学科を創設し、考古学専攻を設置した 。
1997年天理大学を定年退職後も、大阪府立弥生文化博物館館長を務めた（開館時の1991年より2013年まで。"2012年まで"との記載もある）。
2018年3月13日午後7時53分、心不全のため、奈良県天理市で死去。死後は遺言により久留米大学医学部に献体され、祖父 喜三郎、父 丈夫、長兄 毅、本人と3世代にわたる骨格標本となっている。

## 栄典
- 2003年：大阪文化賞を受賞[9]

## 研究内容・業績
天理大学勤務時代に発掘調査に関与した著名遺跡には、種子島の広田遺跡(1958-1959年)、東大寺山古墳(1961-1962年)がある。高度成長期の大規模開発に伴って遺跡の調査保存が課題となる中、天理大学の歴史研究会の学生らと調査保存にあたった遺跡には、綾羅木郷遺跡(山口県下関市)、池上遺跡がある。

## 家族
- 祖父：金関喜三郎
  - 父親：金関丈夫（解剖学者・人類学者）
    - 長兄：金関毅（佐賀医科大学名誉教授、解剖学者[8]）
    - 本人：金関恕
      - 長男：金関環（バイオリニスト[1]）

  - 叔父：金関寿夫（英米文学者）

## 著作

### 著書
- 『考古学は謎解きだ』東京新聞出版局 1999[12]
- 『弥生の習俗と宗教』学生社 2004
- 『弥生の習俗と宗教 2』金関恕先生の米寿をお祝いする会 2015
- 『弥生の木の鳥の歌 習俗と宗教の考古学』雄山閣 2017 - 大阪府立弥生文化博物館の館長時代に執筆されたエッセイを軸にまとめた著作集 [5]
- 『考古学と精神文化』桑原久男編, 雄山閣 2017 - 卒寿を記念し、天理大学在職中に執筆した論考をまとめた論文集[5][6]

### 共編著
- 『古代史発掘 4 稲作の始まり 弥生時代 1』佐原真共編, 講談社 1975
- 『日本原始美術大系 5 武器・装身具』小野山節共編集, 講談社 1978
- 『弥生文化の研究』全10巻 佐原真共編, 雄山閣出版 1985-88
- 『日本古代史 3 宇宙への祈り 古代人の心を読む』責任編集, 集英社 1986
- 『沖縄の歴史と文化 海上の道探究』高宮広衛共編, 吉川弘文館 1994
- 『弥生文化の成立 大変革の主体は「縄紋人」だった』大阪府立弥生文化博物館共編, 角川選書 1995
- 『講座・文明と環境 第4巻　都市と文明』川西宏幸共編, 朝倉書店 1996
- 『邪馬台国と吉野ケ里』佐原真共著, 東京新聞吉野ケ里取材班編, 学生社 1997
- 『都市と工業と流通 (古代史の論点 3)』田中琢共編, 小学館 1998
- 『神と祭り (古代史の論点 5)』佐原真共編, 小学館 1999
- 『遺跡は語る 真実の縄文、弥生、古墳、飛鳥』編, 角川oneテーマ21 2001
- 『銅鐸から描く弥生時代』佐原真共編, 学生社 2002
- 『ジャーナリストが語る考古学 (季刊考古学・別冊)』池上曽根史跡公園協会共編, 雄山閣 2003
- 『佐原真の仕事』(全6巻) 春成秀爾共編, 岩波書店 2005
- 『古墳のはじまりを考える』森岡秀人・森下章司・山尾幸久・吉井秀夫共著, 学生社 2005
- 『考古学・人類学・言語学との対話 日本語はどこから来たのか』大野晋共編, 岩波書店 2006
- 『三輪山と卑弥呼・神武天皇』笠井敏光・千田稔・塚口義信・前田晴人・和田萃共著, 学生社 2008

### 記念論文集
- 『宗教と考古学』金関恕先生の古稀をお祝いする会編 勉誠社 1997

## 参考資料
- “金関恕　日本美術年鑑所載物故者記事”.   東京文化財研究所. 2023年12月30日閲覧。
- 桑原久男「金関恕先生を偲ぶ」『古代文化』70-2, 古代学協会, 2018年, 117-120頁.